# Francesco Cavina
Francesco Cavina (* 17. února 1955 Faenza) je italský římskokatolický duchovní a emeritní biskup Carpi.

## Život
Narodil se 17. února 1955 ve Faenze.
Vstoupil do kněžského semináře v Bologni. Po teologickém studiu byl 15. května 1980 biskupem Luigim Dardanim vysvěcen na kněze a inkardinován do diecéze Imola. Stal se vicerektorem regionálního semináře v Bologni. Odešel do Říma, kde získal licenciát z dogmatické teologie a roku 1987 doktorát z kanonického práva na Papežské lateránské univerzitě. V rámci pastorační činnosti působil ve farnosti svaté Agáty v Imole.
V letech 1991–1995 byl defensorem vinculi a soudcem církevního soudu v Bologni. Od roku 1995 byl jmenován biskupským kancléřem. Roku 1996 se stal úředníkem Státního sekretariátu, kde pracoval v sekci pro vztahy se státy. Dne 14. listopadu 2011 jej papež Benedikt XVI. jmenoval biskupem Carpi. Biskupské svěcení přijal 22. ledna následujícího roku z rukou kardinála Tarcisia Bertoneho a spolusvětiteli byli arcibiskup Dominique Mamberti a biskup Tommaso Ghirelli.
Dne 26. června 2019 přijal papež František jeho rezignaci. Cavinovo rozhodnutí bylo učiněno po jeho zapojení do vyšetřování údajného místního korupčního gangu.